# Nemanja Tošić
Nemanja Tošić (Belgrado, 23 de enero de 1997) es un futbolista serbio que juega en la demarcación de lateral izquierdo para el R. C. Deportivo de La Coruña de la Segunda División de España, cedido por el FC Zurich.

## Trayectoria
Nacido en Belgrado, Tošić se formó en las categorías inferiores del Estrella Roja de Belgrado, antes de ser cedido a Rakovica en la Prva Liga Srbija en agosto de 2015 y sería internacional con la Selección de fútbol sub-18 de Serbia.
En enero de 2016, después de 11 partidos, fichó por el Sinđelić Beograd de la Prva Liga Srbija.
El 23 de enero de 2018, Tošić dejó Sinđelić para unirse a FK Mačva Šabac de la Superliga de Serbia. Hizo su debut en la máxima categoría el 17 de febrero de 2018, comenzando con una derrota fuera de casa por 2-0 ante Čukarički.
El 14 de julio de 2020, Tošić firmó por el FK Čukarički Belgrado de la Superliga de Serbia, con el que llegó a disputar la final de la Copa de Serbia 2022-23, donde perdieron ante su antiguo equipo, el Estrella Roja. Además, participó en 6 partidos de la UEFA Conference League; y 2 clasificatorios para la UEFA Europa League y 1 para la UEFA Conference League.
El 24 de junio de 2024, abandonó la SuperLiga, máxima categoría del fútbol en Serbia, jugó un total de 135 partidos, con 6 goles y 8 asistencias para firmar un contrato de tres años con el FC Zürich de la Superliga suiza. Hizo su debut en el club el 20 de julio, comenzando con una victoria a domicilio por 2-0 sobre Yverdon-Sport.
El 3 de febrero de 2025, firma por el R. C. Deportivo de La Coruña de la Segunda División de España, cedido hasta el final de la temporada por el FC Zurich.

## Clubes
| Club                                 | País   | Año             | Partidos | Goles |
| ------------------------------------ | ------ | --------------- | -------- | ----- |
| Estrella Roja de Belgrado            | Serbia | 2015            | 52       | 7     |
| FK Rakovica (cedido)                 | Serbia | 2015            | 11       | 0     |
| FK Sinđelić                          | Serbia | 2018-2019       | 44       | 0     |
| FK Mačva Šabac                       | Serbia | 2018-2020       | 53       | 0     |
| FK Čukarički Belgrado                | Serbia | 2020-2024       | 99       | 6     |
| FC Zürich                            | Suiza  | 2024-actualidad | 10       | 0     |
| R. C. Deportivo de La Coruña(cedido) | España | 2025-actualidad | 0        | 0     |